# Cloezia buxifolia
Cloezia buxifolia là một loài thực vật có hoa trong Họ Đào kim nương. Loài này được Brongn. & Gris mô tả khoa học đầu tiên năm 1863.